# Bernd Martin (historyk)
Bernd Martin (ur. 8 sierpnia 1940 w Berlinie) – niemiecki historyk okresu II wojny światowej, wykładowca Uniwersytetu we Fryburgu i różnych uczelni w Europie i Azji (Chinach, Tajwanie, Poznaniu, Oksfordzie, Bernie, Tajlandii i Bazylei). Do 2008 roku uczestnik ośmiu konferencji naukowych w Polsce. Współpracował m.in. z Czesławem Madajczykiem. W 2004 wydano książkę, której był współredaktorem: "Niemcy i Polska w trudnych latach 1933 – 1990. Nowe spojrzenie na dawne konflikty" (Poznań 2004).

## Życiorys
W 1959 ukończył gimnazjum humanistyczne "Andreanum" w Hildesheim. Po odbyciu służby wojskowej studiował w latach 1960–1966 historię Europy Wschodniej, anglistykę i politologię na uniwersytetach w Marburgu, Berlinie i Durham w Anglii.
Tytuł doktorski otrzymał na podstawie pracy "Deutschland und Japan im Zweiten Weltkrieg" ("Niemcy i Japonia w czasie II wojny światowej"). Podczas pracy we Fryburgu (w latach 1968–1974) uzyskał habilitację dzięki pracy "Friedensinitiativen und Machtpolitik im Zweiten Weltkrieg" ("Inicjatywy pokojowe i polityka siły w czasie II wojny światowej").